# 自治省大臣官房企画室
自治省大臣官房企画室（じちしょうだいじんかんぼうきかくしつ）は、自治省大臣官房に置かれていた部署である。

## 概要
1964年7月1日に地域開発等の指導調整の一環として公害防止を務めるため、企画室を大臣官房会計課に設置。1973年8月1日 大臣官房に地域政策課が新設され、企画室は地域政策課に移設する。1989年6月1日に地域政策課は廃止され、地域政策課の事務は企画室に移行された。

## 所掌事務
所掌
自治省組織令（昭和39年6月30日政令第201号）第4条第2項に所掌事務が規定されていた。
```
（企画室の所掌事務）
第4条第2項 企画室においては、次に掲げる事務をつかさどる。
一 所管
行政
に関する総合調整のうち特に命ぜられたものについて、企画し、及び立案すること。
二 
国土総合開発法
（
昭和25年
法律第205号）、
新産業都市建設促進法
（
昭和37年
法律第117号）、
低開発地域工業開発促進法
（
昭和36年
法律第216号）その他の
地域開発
に関係ある法律に基づく自治省の所掌事務のとりまとめに関すること。
三 地方における行政の広域的な運営及び地域開発等に関し
地方公共団体
が実施する総合的な施策について、国と地方公共団体との連絡及び地方公共団体相互間の連絡協調を図ること。
四 所掌事務に関し、調査を行ない、
統計
を作成し、その他資料を収集すること。
```

## 企画室長
| 氏名                             | 就任年月日                       | 後職                               |
| 自治省大臣官房地域政策課企画室長 | 自治省大臣官房地域政策課企画室長 | 自治省大臣官房地域政策課企画室長   |
| -------------------------------- | -------------------------------- | ---------------------------------- |
| 古居儔治                         | 1988年7月15日                    | 鳥取県副知事                       |
| 石橋忠雄                         | 1989年4月1日                     | 大臣官房企画室長                   |
| 自治省大臣官房企画室長           |                                  |                                    |
| 石橋忠雄                         | 1989年6月1日                     | 参議院法制局第4部長                |
| 黒沢宥                           | 1990年7月2日                     | 行政局行政課長                     |
| 牧之内隆久                       | 1991年10月15日                   | 鹿児島県総務部長                   |
| 澤井安勇                         | 1992年7月10日                    | 岡山県副知事                       |
| 芳山達郎                         | 1994年4月1日                     | 大臣官房総務課長                   |
| 森元恒雄                         | 1995年4月1日                     | 岐阜県副知事                       |
| 細野光弘                         | 1996年3月1日                     | 京都府副知事                       |
| 牧野清文                         | 1996年7月10日                    | 大臣官房審議官（選挙、共済等担当） |
| 北里敏明                         | 1998年1月6日                     | 大臣官房審議官（公営企業担当）     |
| 白崎徹也                         | 2000年5月9日                     | 自治体国際化協会事務局長           |